# 石岐乳鴿
石岐乳鴿是中山石岐的品牌美食，以體形大、胸肉厚、肌肉飽滿、肉質嫩滑爽口而飲譽以海內外。   石岐乳鴿其實是炸卤水鴿。
鹵水成份：八角，丁香，桂皮，沙姜，桔皮，茴香，草果，香葉，冰糖，生抽，老抽等。

## 相關
- 紅燒乳鴿、脆皮乳鴿、明燒乳鴿、松江乳鴿、江南白花鴿、油浸乳鴿、白切乳鴿、豉油王乳鴿。